# Sallat
Sallat (Lactuca sativa) eller trädgårdssallat är en art i familjen korgblommiga växter. Man äter sallat både rå, i till exempel sallader, och tillagad. Lac i det latinska namnet betyder mjölk efter plantans mjölkaktiga saft.

## Historia
Den tidigaste beskrivningen av sallat hittar man i ett tempel i Karnak, Egypten. Egypterna offrade sallat till guden Min. Egypterna ansågs sallaten vara ett afrodisiakum. De gamla grekerna ansåg att sallaten hade egenskaper som gjorde den bra som insomningsmedel. Romarna kultiverade och spred sallaten runt hela sitt imperium medan Christofer Columbus förde den med sig till den nya världen.
Hos de människor som tillhör Jezidismen i norra Irak är det tabu att äta sallat.

## Odling
Sallaten odlas över hela världen. Den behöver en lätt sandig jord för att den ska trivas. Sallaten har en kort stam och bladen sitter som en rosett runt den. Man skördar sallaten innan den får en fröstjälk. Det finns 6 vanliga grupper av sallat som bestämts av bladstruktur och utseende på huvudet. Sallat har ett väldigt lågt kalorivärde och är rikt på A-vitamin och folsyra.

## Varieteter
- Bataviasallat, Lactuca sativa var. capitata crispum
- Ekbladssallat, Lactuca sativa var. crispa
- Huvudsallat, Lactuca sativa var. capitata
- Isbergssallat, Lactuca sativa var. capitata
- Romansallat, Lactuca sativa var. longifolia